# Provinciaal verzetsmonument Overijssel
Het Provinciaal verzetsmonument Overijssel op de Markelose Berg bij Markelo is een monument ter ere van het Nederlands verzet in de Tweede Wereldoorlog.

## Beschrijving
In 1946 werd het initiatief genomen om te komen tot een gedenkteken voor alle omgekomen verzetsstrijders in Overijssel, dat een centrale plek zou moeten krijgen in de provincie. De opdracht werd gegund aan beeldhouwer Titus Leeser uit Ommen.
Leeser maakte een monument dat bestaat uit drie natuurstenen zuilen. Aan de zijkant van elke zuil is een figuur geplaatst, die symbool staat voor de verschillende groepen uit het verzet; de linker man verbeeldt het ongewapende verzet, de vrouw in het midden staat voor de vrouw in het verzet en symboliseert geloof en vertrouwen, de man rechts verbeeldt het gewapende verzet.
Op de zuilen, de beeldhouwer vergeleek ze met de bladzijden van een boek, zijn de namen aangebracht van 470 omgekomen verzetsmensen uit Overijssel. Op de middelste zuil staat in reliëf een gedicht van Victor E. van Vriesland:

TOEN 'T LAND WERD ONDERDRUKT
GEPLUNDERD UITGEMOORD 
HEBBEN ZE ALLEEN NAAR DE 
INNERLYKE STEM GEHOORD 
HOEZEER BEDREIGD GEJAAGD 
BEKNELD IN WREEDSTEN NOOD 
VOLGDEN ZY SLECHTS EEN WEG 
HUN TROUW TOT IN DEN DOOD

Het monument werd op 2 mei 1953 onthuld door commissaris van de Koningin ir. J.B.G.M. ridder de van der Schueren, onder het toeziend oog van zo'n 1500 mensen. Burgemeester jhr. mr A.J. de Beaufort nam het daarna namens de gemeente in ontvangst. In 1970 bezocht koningin Juliana de noordelijke provincies ter gelegenheid van het zilveren jubileum van de bevrijding. Op 14 april woonde ze een plechtigheid bij het verzetsmonument bij. In 2004 is het monument gerestaureerd en overgedragen aan de provincie Overijssel.
Jaarlijks vindt er een kranslegging plaats bij het Verzetsmonument tijdens de Nationale Dodenherdenking.